# Alchemilla grandiceps
Alchemilla grandiceps är en rosväxtart som beskrevs av A. Plocek. Alchemilla grandiceps ingår i släktet daggkåpor, och familjen rosväxter. Inga underarter finns listade i Catalogue of Life.